# Teoria da dependência
A teoria da dependência é uma formulação teórica desenvolvida por intelectuais como Ruy Mauro Marini, André Gunder Frank, Theotonio dos Santos, Vania Bambirra, Orlando Caputo, Roberto Pizarro e outros, que consiste em uma leitura crítica e marxista não-dogmática dos processos de reprodução do subdesenvolvimento na periferia do capitalismo mundial, em contraposição às posições marxistas convencionais dos partidos comunistas e à visão estabelecida pela Comissão Econômica para a América Latina e o Caribe (CEPAL).
A explicação da "dependência" e a produção intelectual dos autores influenciados por essa perspectiva analítica obtiveram ampla repercussão na América Latina no final da década de 1960 e começo da década de 1970, quando ficou evidente que o desenvolvimento econômico não se dava por etapas, um caminho que bastaria ser trilhado para que os resultados pudessem ser alcançados.
Para a teoria da dependência a caracterização dos países como "atrasados" decorre da relação do capitalismo mundial de dependência entre países "centrais" e países "periféricos". Países "centrais", como centro da economia mundial será identificado nos espaços em que ocorrem a manifestação do meio técnico científico informacional em escala ampliada e os fluxos igualmente fluam com mais intensidade. A periferia mundial (países periféricos) se apresente como aqueles espaços onde os fluxos, o desenvolvimento da ciência, da técnica e da informação ocorram em menor escala e as interações em relação ao centro se deem gradativamente. A dependência expressa subordinação, a ideia de que o desenvolvimento desses países está submetido (ou limitado) pelo desenvolvimento de outros países e não era forjada pela condição agrário-exportadora ou pela herança pré-capitalista dos países subdesenvolvidos mas pelo padrão de desenvolvimento capitalista do país e por sua inserção no capitalismo mundial dada pelo imperialismo. Portanto, a superação do subdesenvolvimento passaria pela ruptura com a dependência e não pela modernização e industrialização da economia, o que pode implicar, inclusive, a ruptura com o próprio capitalismo.

## Origens da teoria da dependência

### Origens
A teoria da dependência surge na década de 1960 para repensar o modelo cepalino, isto é, desenvolvido pela CEPAL (da Organização das Nações Unidas — ONU), e oferecer uma alternativa de interpretação da dinâmica social da América Latina. Segundo seus defensores, a teoria era portadora de um método analítico "mais sofisticado" e suplantou o estagnacionismo, que havia sido abraçado pelos remanescentes do nacional-desenvolvimentismo, e transformou-se em crítica ao desenvolvimento autoritário, ao qual países como o Brasil, a partir de 1964, começaram a aderir.
Após o golpe de 1964, firmou-se no Brasil o desenvolvimentismo autoritário, que foi calcado na teoria do desenvolvimento equilibrado de Paul Rosenstein-Rodan, Ragnar Nurkse, Arthur C. Lewis e outros teóricos dessa vertente da teoria do desenvolvimento.
Foi ainda nessa mesma época que surgiu o pensamento dos neomarxistas, com o modelo de desenvolvimento do subdesenvolvimento, e ainda sofrendo forte influência dos marxistas americanos, como Paul A. Baran e Paul Sweezy. André Gunder Frank, Theotonio dos Santos e Rui Mauro Marini não viam possibilidade de desenvolvimento capitalista autônomo e pleno no Brasil e na América Latina, mas apenas de um subdesenvolvimento ao qual esses países estariam condenados, apesar do processo da industrialização, ao menos que houvesse uma revolução socialista.

### Começo
Em Brasília, no início da década de 1960, os professores e pós-graduandos da Universidade de Brasília (UnB), Theotonio dos Santos, Ruy Mauro Marini, Luís Fernando Victor, Teodoro Lamounier, Albertino Rodriguez, Perseu Abramo e Vania Bambirra, iniciam um seminário permanente de leitura de O Capital aplicando seu método analítico à interpretação da realidade de desenvolvimento histórico latino-americano. Ali reuniram-se representantes, inclusive convidados estrangeiros, das mais importantes tendências interpretativas da obra fundamental de Karl Marx, entre os quais André Gunder Frank, que ajudaram a disseminar pelos outros países do subcontinente as reflexões desenvolvidas por esse grupo.
Essas novas análises retomam o pensamento do imperialismo de Lenin e de Rosa Luxemburgo, e de desenvolvimento desigual e combinado de Trótski, além da concepção crítica sobre o desenvolvimento latino-americano formulada por Gunder Frank, que por sua vez tem origem no conceito de subdesenvolvimento de Baran e Sweezy, abrindo caminho para a teoria marxista da dependência.
Muito desses intelectuais do grupo de Brasília, especialmente Santos e Marini, participaram de movimentos sociais, particularmente o movimento estudantil secundarista e universitário da década de 1950. Inclusive, ingressaram em organizações políticas, em geral críticas ao stalinismo, corrente marxista então hegemônica na esquerda brasileira, representada principalmente pelo Partido Comunista Brasileiro (PCB). O stalinismo entendia que o subdesenvolvimento latino-americano era resultado da herança pré-capitalista desses países.
Ainda no mestrado em Ciências Políticas em Brasília, Santos iniciou uma linha de investigação sobre a estrutura das classes dominantes no Brasil, na qual se propôs revelar os termos da complexidade da formação social brasileira. Deu atenção especial à disposição dos sujeitos sociais do capitalismo nacional, a partir do método marxista d'O Capital, na tentativa de investigar as estruturas sociais internas de reprodução do subdesenvolvimento no Brasil. Paralelamente, Gunder Frank havia formulado, ainda nos Estados Unidos, aportes teóricos próprios, que posteriormente convergiram com o grupo brasileiro. Ele aplicara metodologicamente a teoria da lei do desenvolvimento desigual e combinado para o desenvolvimento histórico latino-americano, formulando a compreensão de que nesses países o "atraso" não provinha do seu legado ou resquícios pré-capitalistas, mas por ter-se desenvolvido nos marcos de um "capitalismo colonial", ainda não totalmente superado na metade do século XX.
Nesse processo intelectual realizado na UnB, ocorre a superação crítica da posição do pensamento social brasileiro tanto em relação ao reformismo comunista quanto ao estagnacionismo que dominava a intelectualidade antes do período do Milagre Brasileiro. A crítica atingia, por um lado, as teses progressistas, representada pelo nacional-desenvolvimentismo cepalino e do Instituto Superior de Estudos Brasileiros (ISEB) e o funcionalismo do pensamento social da Universidade de São Paulo (USP) ou o reformismo ligado ao PCB; por outro lado, atacava o liberalismo do imperialismo britânico das elites agro-exportadoras locais e as teorias de modernização associadas ao imperialismo estadunidense, de desenvolvimento equilibrado, para assentar as bases de um paradigma próprio de pensamento social. O processo culmina com o estabelecimento de uma teoria da dependência, que proporciona novos parâmetros para teorizar sobre a realidade brasileira e latino-americana.

### Histórico e auge da teoria da dependência
Com o golpe de 1964 começa um processo de expurgo dos intelectuais de esquerda dentro das universidades brasileiras, inclusive com a cassação, e acabam a maioria se exilando no Chile, onde vários intelectuais brasileiros buscam refúgio.
Ruy Mauro Marini se refugiará no México posteriormente se reencontrado com o grupo no Chile. Theotonio dos Santos e Vania Bambira exilou-se no Chile em 1966, onde se vinculou ao Centro de Estudos Sócio-Econômicos da Faculdade de Economia da Universidade do Chile (CESO), e em seguida torna-se diretor do CESO, reunindo vários cientistas sociais chilenos, brasileiros e de outros países latino-americanos para estudar o imperialismo e seu impacto nas sociedades dependentes. Se alinhará a teoria da dependência importantes intelectuais como Fernando Henrique Cardoso.
Será o período de auge da popularidade da teoria da dependência, ao fato inclusive de influenciar as políticas econômicas dos governos latino-americanos mais progressistas do período, especialmente o governo do presidente chileno Salvador Allende. Com o golpe militar de 1973, que derruba o governo Salvador Allende, o grupo se exila, pela segunda vez, indo a maioria para o México, mas muitos outros para a Europa, dispersando o grupo, e dificultando a sua unidade teórica.

## Estagnacionismo, etapismo, dualidade e obstáculos externos vs. desenvolvimento subdesenvolvido
A intelectualidade de esquerda atribuía o atraso do capitalismo latino-americano aos obstáculos externos ao desenvolvimento nacional proporcionado pela estratégia imperialista e os resquícios feudais que também obstaculizavam o desenvolvimento capitalista interno. Postulavam, portanto, que a "nação" deveria se opor ao "imperialismo" o que, obviamente, implicava uma aliança de classe no interior do país dependente entre o proletariado e a burguesia considerada "nacional".
Os autores da Dependência criticavam aqueles que concluíam que o capitalismo era inviável na periferia do sistema mundial. Criticaram três conceitos simultaneamente o "mito do feudalismo na agricultura brasileira", os "obstáculos externos" ao desenvolvimento e o "dualismo" estruturalista da CEPAL.
Os autores da dependência afirmavam que o desenvolvimento capitalista efetivamente ocorreria, mas sob a forma do subdesenvolvimento. A fórmula "desenvolvimento do subdesenvolvimento" capta com precisão esta dinâmica. A crítica ao estagnacionista dava-se na percepção que a industrialização na América Latina não apenas era possível e se completaria, como seria necessária ao centro do capitalismo, mas reforçaria o subdesenvolvimento das economias nacionais, no que ficou conhecido como "nova dependência".

## Dependência

### Dependência e o Imperialismo
A perspectiva teórica dos autores da teoria da dependência era entender o imperialismo sobre os países periféricos, as chamadas "colônias" e "semi-colônias", à medida que os grandes autores da Segunda Internacional - Lênin, Trotski, Rosa Luxemburgo, Karl Kautsky, Bukharin, Hilferding - haviam estudado o fenômeno o enfocando sobre os países centrais do capitalismo mundial (os países imperialistas), tendo como recorte analítico o caso particular do desenvolvimento dos países latino-americanos.

### Desenvolvimento dependente: centro e periferia
Os teóricos da dependência, viam desenvolvimento e subdesenvolvimento como posições funcionais dentro da economia mundial, ao invés de estágios ao longo de uma escala de evolução das nações.
A teoria da dependência trata do relacionamento das economias dos países chamados "periféricos" com as economias dos países chamados "centrais" ou "hegemônicos", e que estas relações econômicas "dependentes" por parte dos países periféricos em relação às economias centrais, criavam redes de relações políticas e ideológicas que moldavam formas determinadas de desenvolvimento político e social nos países "dependentes" ou "periféricos".

### Dependência, setor externo e extração do excedente
Um dos temas mais discutidos pela teoria da dependência é a questão da extração do excedente econômico gerado nos países atrasados pela ação do capital estrangeiro, o que está fortemente vinculado a como as estruturas sócio-econômicas internas se articulam com o capital externo. Afirmar-se na teoria da dependência o papel principal que cumpre o capital estrangeiro na extração do excedente, entendido aqui como valor excedente, como mais-valia, produzido internamente, e na reprodução da dependência. Esse aporte permite os estudos de como se deram as relações de dependência e de extração do excedente, com a visão tradicional sobre o mesmo, expressa na teoria econômica ortodoxa e nas teorias da modernização, contrapondo no caso brasileiro desde o pós-guerra aos dias de hoje.
O capitalismo dependente, o conceito que os autores da teoria da dependência esgrimiram contra as teses cepalinas, surge centrado nos efeitos integradores da substituição de importações, e não desintegradores ao mercado externo, que encontra expressão crescente na América Latina a partir do fim da década de 1960. Cada vez mais, altas taxas de importação e exportação associadas a um mercado interno reduzido pela brutal desigualdade de renda são um cenário característico da região.

### Dependência e divisão internacional do trabalho
Para a teoria da dependência a caracterização dos países em "atrasados" decorre da relação do capitalismo mundial de dependência entre países centrais (América do Norte, Europa Ocidental e Japão) e países periféricos (América Latina, África e Ásia).
A Dependência, como bem destacou Theotonio dos Santos, não era forjada pela condição agrário-exportadora ou pela herança pré-capitalista dos países subdesenvolvidos mas pelo padrão de divisão internacional do trabalho do capitalismo moderno, dada pelo imperialismo. A divisão se dá entre países cujas capitais centralizam o processo de acumulação capitalista mundial e possuiram parques industriais baseados no que há mais avançado em tecnologia, e países que exportam mais-valia, são fornecedores de mão-de-obra e recursos naturais baratos e possuem parques industriais especializados em produtos de baixo valor agregado e/ou tecnologia.

### Dependência e superexploração do trabalho
O conceito de superexploração do trabalho foi estabelecido no final da década de 1960, enfatizado sua relação com a gênese e funcionamento da acumulação capitalista. A partir da condição de dependência, a burguesia nacional dos países periféricos mesmo após a industrialização e modernizações do século XX, torna-se sócia minoritária do capital transnacional, tendo que repartir a mais-valia gerada internamente com eles.
Para compensar essa menor participação na repartição da acumulação gerada em seu próprio país, a burguesia nacional dos países periféricos utiliza-se de mecanismos extraordinários de exploração da força de trabalho, que visam ampliar a mais-valia extraída do trabalho, a superexploração do trabalho. Assim explicava-se a situação latino-americana de precariedade das condições de trabalho, baixos salários e longas jornadas.

### Dependência e processos sociais
Na perspectiva da teoria da dependência a dependência não é um processo externo mas também interno, determinado pela luta de classe no plano nacional. A teoria da dependência nasce em parte a partir de uma linha de investigação sobre a estrutura das classes dominantes no Brasil, na que se propõe revelar os termos da complexidade da formação social brasileira, especialmente a disposição dos sujeitos sociais do capitalismo nacional, a partir do método marxista de 'O Capital' na tentativa de investigar as estruturas sociais internas de reprodução do subdesenvolvimento nos países latino-americanos.
O conceito do feudalismo aplicado a América Latina foi um dos pontos iniciais das batalhas conceituais que indicavam profundas implicações teóricas do debate sobre desenvolvimento. A definição que qualificava o caráter das economias coloniais como feudal servia de base para as propostas políticas que apontavam à necessidade de uma revolução burguesa, limitando a luta revolucionária do proletariado latino-americano. O que era condenado pelos autores da dependência, mas, sem subestimar o obstáculo representado pela hegemonia das relações servis ou semi-servis na formação de uma sociedade civil capaz de conduzir a uma luta revolucionária. A América Latina era resultado da expansão do capitalismo comercial europeu no século XVI, surgido para atender as demandas da Europa e se inseriu no mundo do mercado mundial capitalista.
O aporte dessa teoria à análise da realidade social permite portanto investigar que a dependência das economias periféricas, cuja maioria baseou seu crescimento econômico em modelos exportadores de matérias-primas, produtos primários em geral ou manufaturas, acabou reforçando uma situação de dependência dos capitais e tecnologias produzidos pelos países desenvolvidos (centrais), e essa dependência acabaram limitando as possibilidades de decisão e ação autônomas destes países periféricos, impedindo que o centro político das forças sociais locais nesses países se sobrepusessem ao mercado e conquistassem maior autonomia política. Há uma endêmica debilidade da burguesia nacional e uma disposição para converte-se em associada menor do capital internacional. Havia portanto um limite histórico do projeto nacional e democrático e do populismo conduzido pelos sérios limites de classe, apesar de ter se desenvolvido intelectualmente através de vertentes de pensamento como o ISEB ou a CEPAL.
Para os autores da dependência, embora que, as forças sociais, políticas, econômicas e ideológicas no mundo contemporâneo podem ser mobilizadas para deter as tendências à superexploração, à nova dependência e ao subimperialismo, a conclusão dependentista é que era contraproducente ao proletariado latino-americano fazer aliança com as suas respectivas burguesias nacionais, como defendiam as teses cepalinas e marxistas stalinistas, à medida que esta classe, embora alguns circunstância se atritem com a burguesia internacional ou com as oligarquias agroexportadoras locais, ao final sempre se alinharia com ambas. A aliança de classe no interior do país dependente seria entre o proletariado urbano, às classes médias e o campesinato.

### Dependência e sub-imperialismo
Para os autores da teoria da dependência os esforços paradoxais dos governos militares brasileiros de desenvolvimento industrial e de hegemonia continental, como bem posicionou-se Rui Mauro Marini, reforçavam os laços de dependência ao invés de rompê-los.
Surge a categoria sub-imperialismo, para designar um processo dinâmico do capitalismo nacional, que expande seus capitais sobre as economias vizinhas, porém sob os limites impostos pelo capital monopólico mundial.O conceito de subimperialismo refere-se à necessidade da burguesia dos países dependentes desdobrar sua acumulação para o exterior, ao alcançar um determinado grau de composição orgânica do capital com a industrialização. O subimperialismo produz o movimento ao exterior sem integrar a economia nacional em um mercado de massas, em razão da superexploração, que limita o espaço interno de realização da mais-valia.
Esse movimento à subimperialismo dá-se pela ação da "nova dependência", principalmente a dependência tecnológica, pois a burguesia periférica não tem força própria para competir mundialmente. O capitalismo nacional dependente vincula a sua realização crescentemente ao mercado exterior, à medida que o mercado interno é atrofiado e o consumo do Estado é limitado pelo endividamento público.
Contudo, apesar de rivalizar parcialmente com o país central, o país sub-imperialista não rompe com a dependência. Serve na prática como plataforma de intermediação de capitais e de mais-valia entre o país central e os países periféricos. Sendo inclusive condição necessária ao sistema mundial imperialista, havendo uma divisão de trabalho entre o país central e os país sub-imperialista.

### Fernando Henrique Cardoso
Uma das mais importantes referências da teoria da dependência é o sociólogo Fernando Henrique Cardoso, acadêmico formado na USP (Universidade de São Paulo) e que, mais tarde, também tornou-se presidente da República Federativa do Brasil.
Na obra escrita com Enzo Faletto, no Chile, em 1967, (intitulada "Dependência e Desenvolvimento na América Latina") e, em textos posteriores (como o livro "As ideias e seu lugar"), Cardoso colocou em relevo o papel dos fatores internos na compreensão dos processos estruturais de dependência. Nesta direção, ele procurava mostrar como as diferentes formas de articulação entre economias nacionais e sistema internacional e, ao mesmo tempo, os diferentes arranjos de poder, indicavam modalidades distintas de integração com os pólos hegemônicos do capitalismo. Assim, em seu ponto de partida (período primário-exportador), podiam ser identificadas duas formas distintas de organização econômica: as economias de enclave e aquelas na qual existia o controle nacional do sistema produtivo. A evolução destas diferentes formas de articulação econômica com o capitalismo mundial também se diferenciou de acordo com as composições e lutas de classes dos diferentes países da América Latina. Nas década de 1960 e 70, as sociedades latino-americanas já tinham consolidado seu mercado interno e a internacionalização do capitalismo (fase do capitalismo monopolista, com expansão das indústrias multinacionais) indicava um novo padrão de dependência.
A obra de Fernando Henrique Cardoso notabilizou-se também pelo fato de negar que a dependência implicava – necessariamente – em estagnação econômica e subdesenvolvimento e de que a ruptura socialista seria a única via possível para a industrialização do continente. Ao mesmo tempo, Cardoso criticou o "consumo" da ideia de dependência como arcabouço teórico sistemático e a-histórico, lembrando que as "análises da dependência" constituíam estudos que estavam situados no campo teórico do marxismo, em particular da teoria do imperialismo, sendo seu objetivo precípuo a análise da realidade concreta das diferentes sociedades situadas na América Latina.

### Nova dependência
A re-alimentação da dependência e a manutenção do subdesenvolvimento, apesar da industrialização interna, foi definida como "nova dependência". Os capitais e as atividades econômicas mais dinâmicas das economias nacionais periféricas passaram a estar em mãos das empresas transnacionais e que determinam portanto a dinâmica interna da economia.
A dependência quer era antes marcada pelas trocas desiguais externas passa a ser exercida pela dependência de tecnologias, direitos autorais e investimentos diretos externos, o endividamento externo, a imposição de políticas monetaristas e neoliberais pelos organismos multilaterais, o envio de remessas de lucros e os fluxos de capitais especulativos.

## O desprestígio da teoria da dependência
A Teoria da Dependência no decorrer da década de 1970 entrou em uma crise, a produção autoral ligada a ela diminuiu, principalmente a partir do fim dessa década. Sofreu um primeiro baque com o golpe do Chile (1973). Foi muito criticada porque teria influenciado o governo chileno de Salvador Allende. Seus críticos dizem que assim como a experiência fracassou, a teoria da dependência teria tido o mesmo destino.
Segundo os críticos, ela também não teria captado as mudanças que ocorreram na década de 1980, a partir dos dois mandatos do presidente dos Estados Unidos Ronald Reagan (1980-1988) - a consolidação do neoliberalismo na América Latina, e nos anos 1990 a globalização. Outros, por sua vez, dizem que a teoria da dependência não processou essa fase porque já estava em baixa.
No fim da década de 1970 encerra-se o ciclo de desenvolvimento a partir das experiência de industrialização planejadas pelos governos locais. As economias desses países ficaram mergulhadas na hiper-inflação e na crise das dívidas externas. Nesse contexto o espaço do debate em torno ao desenvolvimento ficou limitado. Também, houve um "vendaval neoliberal" que afastou o interesse da intelectualidade e dos formuladores das políticas públicas por essa perspectiva, inclusive entre as novas gerações. O debate acadêmico e político na região durante a década de 1980 e 1990 ficou impregnado e dominado pelos temas e perspectivas derivadas da Macroeconomia.
Apesar do retorno do exílio com a re-democratização nos países sulamericanos os autores da teoria da dependência tiveram grande dificuldade de ocupar o espaço para no debate nas ciências sociais. No caso brasileiro ajudou a limitar o espaço acadêmico, o advento da Escola de Campinas no decorrer da década de 1970, inclusive ganhando popularidade na intelectualidade acadêmica e nas autoridades das políticas públicas, inclusive por sua ligação com os temas macroeconômicos. Houve, particularmente no Brasil, apesar da anistia, dificuldade dos intelectuais da dependência em re-inserir-se em universidades e centros de pesquisa importantes. Também houve uma campanha de críticas contra a Teoria, em que colaborou antigos membros como o próprio Fernando Henrique Cardoso.
No decorrer da década de 1970 com a fuga do Chile e ascensão em quase todos os países de governos autoritários houve uma dispersão do grupo e uma baixa articulação entre os mesmos, além de uma perseguição as suas ideias, dificultando a divulgação de seu pensamento. No Brasil, acresce-se dois fatos: a expulsão precoce dos fundadores pela ditadura militar entre 1964 a 1967 e a pouca edição em língua portuguesa das obras da corrente. A principal obra de Marini, "Subdesenvolvimento e revolução", só foi publicada no Brasil em 2012.
Os próprios autores ligados a teoria da dependência também em parte contribuíram para situação de baixa. Houve dificuldades desses intelectuais após a redemocratização em seus países em se reinserirem nos movimentos sociais mais dinâmicos e em organizações política de maior influência de massas, o que poderia ter ajudado na sua popularidade.

## Novos rumos dos autores teoria da dependência
Também, parte da dificuldades pode ser atribuída aos próprios autores da teoria da dependência, em medida dos seus próprios novos rumos intelectuais e na direção da produção autoral tomada a partir do fim da década de 1970 e início da década de 1980.
Ruy Mauro Marini faz reflexões atualizando e aperfeiçoando suas análises sobre o capitalismo latino-americano em vários artigos, mas não há uma análise profunda e sistemática do neoliberalismo e da globalização, embora estabelecerá no México um importante centro de investigação sobre a América Latina. Theotonio dos Santos faz um trânsito sem rupturas à Teoria do Sistema mundo. O mesmo fará André Gunder Frank, que em Reflections on the World Economic Crisis (1981) explica isso com as seguintes palavras "embora a teoria da dependência esteja morta, na realidade está viva, porque não há como substituí-la por uma teoria ou ideologia que negue a dependência; seria necessário substituí-la por uma teoria que fosse além dos limites da teoria da dependência, incorporando esta, juntamente com a dependência em si, numa análise global da acumulação."
Nessa nova fase acadêmica, a partir das bases estabelecidas pela teoria da dependência, dedicam-se à elaboração de uma da teoria dos ciclos sistêmicos de acumulação que vislumbra como uma fase superior da teoria da dependência para o qual retoma o trabalho já iniciado no CESO e que havia sido, em grande parte, destruído pela repressão chilena. Theotonio dos Santos e André Gunder Frank passam tratar a ideia de desenvolvimento de longo termo do sistema mundial capitalista combinando com os ciclos de longo prazo de Nikolai Kondratiev (as ondas longas ou ciclos de Kondratiev) e os ciclos históricos de Fernand Braudel, aproximando assim da teoria do sistema mundial, também trabalhada por Giovanni Arrighi, Samir Amin e Immanuel Wallerstein. No Brasil, trabalhará até agora, nesta perspectiva de integração destas vertentes teóricas, o Laboratório de Estudos sobre Hegemonia e Contra-Hegemonia da Universidade Federal do Rio de Janeiro (LEHC/UFRJ), atualmente sediado no Instituto de Relações Internacionais e Defesa (IRID).

## Obras selecionadas
- Bambirra, Vânia. Capitalismo dependente latino-americano. 3ª edição revista. Florianópolis: Editor Insular, 2013.
- Marini, Ruy Mauro. Subdesenvolvimento e revolução (1969). Editora Insular, 1a. edição, Brasil, 2012.
  - Dialéctica de la Dependencia (1973). Serie Popular Era, 3a. edição, México, 1977.
  - América Latina: dependência e integração. Ed. Brasil Urgente, 1992.
- Santos, Theotonio dos. El Nuevo Caracter de la Dependencia, Santiago, Centro de Estúdios Sócio-Económicos da Universidade do Chile, CESO, 1967.
  - Socialismo o Fascismo: el nuevo carácter dela dependencia y el dilema latinoamericano (1969), Buenos Aires, Editora Periferia, 1972.
  - Imperialismo y Dependencia (1978). Fundación Biblioteca Ayacucho, Caracas, 2011.
  - A Teoria da Dependência: balanço e perspectivas. Ed. Civilização Brasileira, Rio de Janeiro, 2000.
- Cardoso, Fernando H. e Faletto, Enzo. Dependência e Desenvolvimento na América Latina, Rio de Janeiro, Zahar Editores, 1970.
- Harnercker, Marta. Imperialismo y Dependencia. Akal Editor, 1979.
- Gunder Frank, Andre. Capitalism and Underdevelopment in Latin America (1967).
- Martins, Carlos Eduardo. Globalização, dependência e neoliberalismo na América Latina. São Paulo: Boitempo, 2011.

### Citações
1. ↑  Dialética da dependência
2. ↑  LA TEORIA MARXISTA DE LA DEPENDENCIA: UNA HISTORIA CRÍTICA
3. 1 2 3 4 5 6 7 8 9 10 11 12 13 14 15 16 17 18 19 20 21 22 23 24 25  Baptista Filho, Almir Cezar de Carvalho. Dinâmica, determinações e sistema mundial no desenvolvimento do capitalismo nos termos de Theotônio dos Santos: da Teoria da Dependência à Teoria dos Sistemas-mundo. Dissertação de Mestrado apresentada como ao Programa de Pós-Graduação em Economia da Universidade Federal de Uberlândia, 2009.